# Valentin Jamerey-Duval
Valentin Jamerey-Duval (Arthonnay, 1695. január 12. – Bécs, 1775. szeptember 13.) francia tudós, numizmatikus.

## Életútja
Voltaképpen Jameray-nak hivták; fiatal korában tehénpásztor volt és magától tanult meg írni és olvasni. Véletlenül bukkantak rá a lotaringiai fiatal hercegek, akik gondoskodtak róla, hogy tanulását a pont-à-moussoni jezsuitáknál tovább folytathassa. Rövid idő alatt olyan előmenetelt tanúsított, hogy Lipót herceg 1718-ban magával vitte Párizsba és kinevezte Lunéville-be a történelemtanárává. Mikor 1735-ben Lotaringiát átengedték Stanisław Leszczyńskinek, Duval az ottani hercegi könyvtárral együtt Firenzébe ment, ahol tíz évig lakott. I. Ferenc császár Bécsbe hívta a pénz- és éremgyűjtemény főnökévé. Munkáit (Oeuvres)  Friedriech Albert von Koch adta ki Strassburgban 1784-ben két kötetben. A könyv 2011-ben újra ki lett adva.

## Forrás
- Duval. In  A Pallas nagy lexikona. Szerk. Bokor József. Budapest: Arcanum – FolioNET. 1998.  ISBN 963 85923 2 X